# Sospel
Sospel là một xã ở tỉnh Alpes-Maritimes, vùng Provence-Alpes-Côte d’Azur ở đông nam nước Pháp. Xã này giáp với biên giới Ý.

## Khí hậu
| Dữ liệu khí hậu của Sospel, Alpes-Maritimes, Alt : 387 m | Dữ liệu khí hậu của Sospel, Alpes-Maritimes, Alt : 387 m | Dữ liệu khí hậu của Sospel, Alpes-Maritimes, Alt : 387 m | Dữ liệu khí hậu của Sospel, Alpes-Maritimes, Alt : 387 m | Dữ liệu khí hậu của Sospel, Alpes-Maritimes, Alt : 387 m | Dữ liệu khí hậu của Sospel, Alpes-Maritimes, Alt : 387 m | Dữ liệu khí hậu của Sospel, Alpes-Maritimes, Alt : 387 m | Dữ liệu khí hậu của Sospel, Alpes-Maritimes, Alt : 387 m | Dữ liệu khí hậu của Sospel, Alpes-Maritimes, Alt : 387 m | Dữ liệu khí hậu của Sospel, Alpes-Maritimes, Alt : 387 m | Dữ liệu khí hậu của Sospel, Alpes-Maritimes, Alt : 387 m | Dữ liệu khí hậu của Sospel, Alpes-Maritimes, Alt : 387 m | Dữ liệu khí hậu của Sospel, Alpes-Maritimes, Alt : 387 m | Dữ liệu khí hậu của Sospel, Alpes-Maritimes, Alt : 387 m |
| Tháng                                                    | 1                                                        | 2                                                        | 3                                                        | 4                                                        | 5                                                        | 6                                                        | 7                                                        | 8                                                        | 9                                                        | 10                                                       | 11                                                       | 12                                                       | Năm                                                      |
| -------------------------------------------------------- | -------------------------------------------------------- | -------------------------------------------------------- | -------------------------------------------------------- | -------------------------------------------------------- | -------------------------------------------------------- | -------------------------------------------------------- | -------------------------------------------------------- | -------------------------------------------------------- | -------------------------------------------------------- | -------------------------------------------------------- | -------------------------------------------------------- | -------------------------------------------------------- | -------------------------------------------------------- |
| Trung bình ngày tối đa °C (°F)                           | 6.7 (44.1)                                               | 7.0 (44.6)                                               | 10.3 (50.5)                                              | 13.2 (55.8)                                              | 16.8 (62.2)                                              | 20.8 (69.4)                                              | 23.1 (73.6)                                              | 23.2 (73.8)                                              | 19.5 (67.1)                                              | 15.7 (60.3)                                              | 10.7 (51.3)                                              | 7.6 (45.7)                                               | 14.6 (58.2)                                              |
| Trung bình ngày °C (°F)                                  | 2.7 (36.9)                                               | 2.7 (36.9)                                               | 5.9 (42.6)                                               | 9.2 (48.6)                                               | 13.2 (55.8)                                              | 17.4 (63.3)                                              | 19.6 (67.3)                                              | 19.6 (67.3)                                              | 15.9 (60.6)                                              | 12.2 (54.0)                                              | 7.0 (44.6)                                               | 3.6 (38.5)                                               | 10.8 (51.4)                                              |
| Tối thiểu trung bình ngày °C (°F)                        | −0.6 (30.9)                                              | −1.3 (29.7)                                              | 1.6 (34.9)                                               | 4.9 (40.8)                                               | 8.9 (48.0)                                               | 13.0 (55.4)                                              | 15.4 (59.7)                                              | 15.5 (59.9)                                              | 12.1 (53.8)                                              | 8.8 (47.8)                                               | 3.7 (38.7)                                               | 0.3 (32.5)                                               | 6.9 (44.3)                                               |
| Lượng Giáng thủy trung bình mm (inches)                  | 74 (2.9)                                                 | 63 (2.5)                                                 | 80 (3.1)                                                 | 124 (4.9)                                                | 120 (4.7)                                                | 110 (4.3)                                                | 79 (3.1)                                                 | 72 (2.8)                                                 | 95 (3.7)                                                 | 115 (4.5)                                                | 138 (5.4)                                                | 86 (3.4)                                                 | 1.156 (45.3)                                             |
| Nguồn: climate-data.org                                  |                                                          |                                                          |                                                          |                                                          |                                                          |                                                          |                                                          |                                                          |                                                          |                                                          |                                                          |                                                          |                                                          |